# イングランドの女王エリザベッタ
『イングランドの女王エリザベッタ』（イングランドのじょおうエリザベッタ、伊: Elisabetta, regina d'Inghilterra）は、ジョアキーノ・ロッシーニが1815年にナポリ・サン・カルロ劇場向けに作曲した2幕のオペラ・セリアである。
- 原作：ソフィア・リーの小説『議会休会（The Recess ）』(1785年)に基づくカルロ・フェデリーチの戯曲

　　　　『レスターの小姓Il paggio di Leicester 』(1814年) 
- 台本：ジョヴァンニ・フェデリーコ・シュミット
- 演奏時間：序曲：7分　第1幕：65分　第2幕：64分
- 初演：1815年10月4日、サン・カルロ劇場（ナポリ）[1]

## ロッシーニとナポリ
この作品は、ロッシーニがナポリ、サン・カルロ劇場のために作曲した9つのオペラ作品の最初のものである。1815年、すでに『タンクレーディ』と『アルジェのイタリア女』をヒットさせ、北イタリアでの名声を獲得していたロッシーニに、ナポリ、サン・カルロ劇場のインプレサリオであったドメニコ・バルバイヤからサン・カルロ劇場のためのオペラが依頼された。18世紀以来、イタリア・オペラにおいて最も音楽的に重要な都市の1つであるナポリからの依頼は、若きロッシーニにとって大いなるチャンスであった。上演に際し、ロッシーニはバルバイヤから、サン・カルロ劇場を代表するスター歌手たちの出演を約束されている。その中には、後にロッシーニの妻となるイサベラ・コルブランもいた。彼女は、当時サン・カルロ劇場におけるプリマドンナ・アッソルータであると同時に、バルバイヤの愛人でもあった。この出会いは、非常に実りの多いものとなり彼女をヒロインにロッシーニはナポリのために9つのオペラ作品を生み出すことになる。また、ノルフォルクを演じたマヌエル・ガルシアは1816年に『セヴィリアの理髪師』でアルマヴィーヴァ伯爵を創唱し、ロッシーニの名歌手として音楽史に名を残すことになる。また、この作品の成功を持って、ロッシーニはジョヴァンニ・パイジェッロやニコラ・ツィンガレッリなど18世紀から続くナポリ派に代わる新時代のオペラ作曲家としての地位を得ていくことになる。

## 役柄及び上演史
初演のキャストは、以下の表の通りである。
| 役名 | 声種         | 1817年初演時のキャスト   |
| --- | ------------ | ------------------------ |
| エリザベッタ (エリザベス1世)                                                                             | ソプラノ     | イサベラ・コルブラン     |
| レイチェステル (ロバート・ダドリー)、軍の司令官                                                          | テノール     | アンドレア・ノッツァーリ |
| マティルデ, レイチェステルの妻にしてスコットランド女王マリア・ストゥアルダ (メアリー・ステュアート) の娘 | ソプラノ     | ジローラマ・ダルダネッリ |
| エンリーコ、マティルデの弟                                                                               | コントラルト | マリア・マンツィ         |
| ノルフォルク (トマス・ハワード)                                                                          | テノール     | マヌエル・ガルシア       |
| グリエルモ、近衛隊長                                                                                     | テノール     | ジュゼッペ・シッチマーラ |

上記の表からもわかるように、エリザベス1世と彼女の寵臣にして恋人との噂も根強いレスター伯ロバート・ダドリー、そしてエリザベスのライバルでもあったスコットランド女王メアリー・ステュアート擁立を謀った廉で処刑された第4代ノーフォーク伯が登場する。当時流行していた、イギリス史やイギリス王室をテーマにしたオペラ作品となっている。1817年以降では、1818年4月30日にロンドンのキングス・シアターでイギリス初演が行われている。19世紀以降は、劇場で上演されることがなくなり、1953年にミラノで復活上演が行わるまで上演が途絶えることになった。本格的な録音や上演が始まるのは、1970年代以降である。モンセラート・カバリェやレイラ・ジェンチェル、レイラ・クベッリやアンナ・カテリーナ・アントナッチがタイトルロールを演じている（後述）。

## 楽曲構成
- 序曲

1813年に作曲した『パルミーラのアウレリアーノ』の序曲に手を加えたものである。その後、ロッシーニは翌1816年に作曲した『セビリアの理髪師』の序曲として再びこの曲を使用することとなる。
- 第1幕
- 1 イントロダクション「'幸福でより美しく」 (合唱, ノルフォルク)
- 2 合唱とカヴァティーナ 「エリーサよ、喜べ ― 我が心にどれほど喜ばしいことか」 (エリザベッタ)
- 3 合唱 「勇者よ、来たれ」
- 4 二重唱 「無謀な、なぜここへ?」 (レイチェステル、マティルデ)
- 5 カヴァティーナ 「内なる声が聞こえる」 (マティルデ)
- 6 二重唱 「なぜ残酷な運命が」 (ノルフォルク、エリザベッタ)
- 7 第1幕フィナーレ 「もし、王位を受け入れたら」 (エリザベッタ、レイチェステル、マティルデ、ノルフォルク、グリエルモ、合唱)
- 第2幕
- 8三重唱 「それだけを考えよ」 (エリザベッタ, マティルデ, レイチェステル)
- 9合唱、シェーナ及びカヴァティーナ 「この足元に住む ― ああ!彼の鎖を断ち切ってくれ 」 (ノルフォルク)
- 10シェーナとアリア 「愛する妻よ」 (レイチェステル)
- 11 二重唱 「ああ、言い訳はするな」 (レイチェステル, ノルフォルク)
- 12 第2幕フィナーレ
- カヴァティーナ 「裏切り者よ、恐れるがよい」 (エリザベッタ, ノルフォルク, レイチェステル)
- アリア 「美しく立派な心の人たちよ」 (エリザベッタ)
- カヴァレッタ 「この心より恋よ去れ」 (エリザベッタ, ノルフォルク, レイチェステル, グリエルモ, マティルデ, エンリーコ, 合唱)

## あらすじ[4]
第1幕第1場 王宮の玉座にある謁見室
スコットランドとの戦争に勝利したレイチェステルを宮廷の人々が称賛している。しかし、ノルフォルクは親友でもあるレイチェステルの成功へ妬みを隠し切れない。そこへ女王エリザベッタが現れ、レイチェステルの勝利を喜ぶ（カヴァティーナ「我が心にどれほど喜ばしいことか」）。女王は、密かにレイチェステルを愛しており、彼との結婚を望んでいる。そこへレイチェステルが戦勝報告に現れる（合唱「勇者よ、来たれ」）。報告に満足した女王は、彼に勲章を与え、宮廷の人々を従え退出する。1人になったレイチェステルは、貴族たちの間に男装した妻マティルデを認める（二重唱「無謀な、なぜここへ?」）。マティルデは、夫と女王の恋の噂に我慢できず、ロンドンに出てきたのだった。しかも、マティルデは女王の宿敵であるスコットランド女王マリーア・ストゥアルダの血筋である。レイチェステルは、結婚していることも、マティルデの血筋も、女王に知られるとまずいと妻を諭す。そこで、マティルデに同行していた義弟のエンリーコに妻を託し去っていく。マティルデは嘆き悲しむ（カヴァティーナ「内なる声が聞こえる」）。
第1幕第2場 王宮の一室
レイチェステルは、親友と信じるノルフォルクに、マティルデとスコットランドで結婚したことを告白する。しかし、ノルフォルクは親友を裏切り、この秘密を女王に告げ口する（二重唱「なぜ残酷な運命が」）。女王はレイチェステルの裏切りに怒り、グリエルモにレイチェステルとスコットランド貴族たちを連れてくるように命じる。左右から現れたレイチェステルとマティルデは戸惑う。女王は、マティルデをレイチェステルの妻と見抜くが、それと知りつつ彼に王座を受けるように言う。レイチェステルは驚き、辞退する。すると女王は、マティルデの腕をつかみ、悪人の不忠は見破ったと叫び、レイチェステル、マティルデ、エンリーコの逮捕を命じる（第1幕フィナーレ「もし、王位を受け入れたら」）。
第2幕第1場 王宮の一室
女王はマティルデを召喚する。レイチェステルとの結婚を放棄することと引き換えに、レイチェステル、マティルデ、エンリーコの命を許すが、拒否すれば死刑に処すと脅す。マティルデは、そのようなことはできないと一度は拒むが、夫と弟を救うために女王の要求を飲み、夫と別れる旨の書類を書く。そこへレイチェステルが現れる。女王はマティルデが書いた書類を見せ、彼女はあなたの命の恩人であると言う。書類を見たレイチェステルは、彼女を犠牲にして命を助かりたくないと、書類を破り捨てる。激怒した女王は、2人を衛兵に連行させる（三重唱「それだけを考えよ」）。そこへグリエルモが現れ、ノルフォルクが謁見を求めていると伝えるが、女王は友情を裏切る男は宮廷から追放するとし、宮廷を去るよう命じる。
第2幕第2場 ロンドン塔に接した部屋
人々がレイチェステルが囚われていることを嘆き悲しんでいる。そこへノルフォルクが現れ、レイチェステル救出を叫び、民衆を扇動する（合唱、シェーナ及びカヴァティーナ「この足元に住む ― ああ!彼の鎖を断ち切ってくれ」）。
第2幕第3場 ロンドン塔の地下牢
囚われのレイチェステルは、妻の幻を見る（アリア「愛する妻よ」）。そこへノルフォルクが現れ、民衆を味方につけて、女王への反乱を起こすよう煽る（二重唱「ああ、言い訳はするな」）。そして、連れてきた兵士にマティルデのいる隣の牢獄の壁を打ち壊させる。しかしその時、女王が護衛を連れて地下牢へやってくる。ノルフォルクはあわてて隠れる。女王は、議会がレイチェステルに死刑を決定した、女王として執行命令にサインしたが、エリザベッタ個人としてはあなたを逃がそう、秘密の通路から逃げなさいと言う。その中で、ノルフォルクがレイチェステルとマティルデのことを告発したと打ち明けるので、レイチェステルは怒る。彼は、ノルフォルクが今ここに来て、女王への反逆を自分に勧めたことを告げる。女王は、ノルフォルクを逮捕すると言うや否や、ノルフォルクは女王に斬りかかる。その様子を見ていたマティルデとエンリーコが、ノルフォルクに飛びかかって武器を奪い、レイチェステルは女王を庇う。女王はノルフォルクを逮捕させる（カヴァティーナ「裏切り者よ、恐れるがよい」）。ノルフォルクが連行されると、レイチェステル、マティルデ、エンリーコを許す（アリア「美しく立派な心の人たちよ」）。この時、レイチェステルの命乞いを求める民衆が流れ込む。女王は、汝らの将軍を汝らに返してやると言い、民衆は歓喜する。そして、女王は恋を捨て女王として生きることを自分に言い聞かせ、玉座に戻る（カヴァレッタ「この心より恋よ去れ」）。女王を讃える声で幕が下りる。

## 録音と映像
1953年に復活上演が成されたが、レイチェステルとノルフォルクにテノールの高度な歌唱技術を要するなどの制約から、上演の機会は少ない。主な録音と映像は、以下の表の通り。
| 年   | キャスト | 指揮者並びに上演劇場 | レーベル                                |
| ---- | --- | --- | --------------------------------------- |
| 1971 | レイラ・ジェンチェル ウンベルト・グリッリ マルゲリータ・グリエルミ ジョヴァンナ・ヴィーミ, ピエトロ・ボタッツォ   | ジャナンドレア・ガヴァッツェーニ, パレルモ、マッシモ劇場 パレルモ、マッシモ劇場での上演に基づく。                                       | Audio CD: Celestial Audio Cat: CA 235   |
| 1975 | モンセラート・カバリェ, ホセ・カレーラス, ヴァレリー・マスターソン, ロザンド・クリフェルド, ウーゴ・ベネッリ      | ジャンフランコ・マシーニ, ロンドン交響楽団及びアンブロジアン・コーラス                                                                  | Audio CD: フィリップス Cat: 432 453-2   |
| 1985 | レイラ・クベッリ アントニオ・サヴァスターノ, ダニエラ・デッシー, アドリアーナ・シゴーニャ, ロックウェル・ブレイク | ガブリエーレ・フェッロ, トリノ、レージョ劇場 本作品における唯一の映像                                                                   | DVD: Hardy Classic Video Cat: 4007      |
| 1999 | インガ・バラバノヴァ, ハラルド・クァイーン, 天羽明惠, マリア・ゼフィッリ, アガタ・ビアンコフスカ                  | ヘルベルト・ハント, シュトゥットガルト管弦楽団及びチェコ室内合唱団, 1999年7月のドイツ、バート・ヴィルトバートのロッシーニ音楽祭での上演 | Audio CD: Bongiovanni Cat: GB 2291/92-2 |
| 2002 | ジェニファー・ラーモア ブルース・フォード マルジェラ・クラー マヌエラ・カスター, アントニーノ・シラクーザ         | ジュリアーノ・カレッラ, ロンドン・フィルハーモニー管弦楽団及びジェフリー・ミッチェル合唱団                                              | Audio CD: Opera Rara Cat: ORC 22        |

また、CD化並びにDVD化がされていないものとしては2004年のペーザロ、ロッシーニ・オペラ・フェスティバルでの上演（ソニア・ガナッシ、ブルース・スレッジ, マリオラ・カンタネッロ, アントニーノ・シラクーザ）がある。